# Rona Cup 2009
Rona Cup 2009 byl hokejový turnaj konající se v Trenčíně v roce 2009. Pohár začínal 13. srpna a končil 15. srpna. Titul získaly potřetí ve své historii HC Košice.

## Výsledky a tabulka
| Pozice | Tým               | Z | V | R | P | GS | GI | B |
| ------ | ----------------- | - | - | - | - | -- | -- | - |
| 1.     | HC Košice         | 3 | 2 | 1 | 0 | 10 | 8  | 7 |
| 2.     | HC Dukla Trenčín  | 3 | 2 | 0 | 1 | 10 | 7  | 6 |
| 3.     | HC Oceláři Třinec | 3 | 2 | 0 | 1 | 10 | 7  | 6 |
| 4.     | HK 36 Skalica     | 3 | 1 | 0 | 2 | 7  | 8  | 3 |
| 5.     | HKm Zvolen        | 3 | 1 | 0 | 2 | 5  | 7  | 3 |
| 6.     | HC ZPS Barum Zlín | 3 | 0 | 1 | 2 | 8  | 13 | 1 |

- (o pořadí na 2.-3. místě rozhodli doplňkové samostatné nájezdy)

Při rovnosti bodů rozhoduje rozdíl skóre
|  | HK 36 Skalica | 0 : 2                               | HKm Zvolen |  |
|  | HK 36 Skalica | (0:1, 0:0, 0:1), doplňk.nájezdy 2:3 | HKm Zvolen |  |

| Souhrn zápasu | Souhrn zápasu | Souhrn zápasu | Souhrn zápasu | Souhrn zápasu |
| ------------- | ------------- | ------------- | ------------- | ------------- |
|               |               |               | Haas Gálik    |               |

|  | HC Košice | 3 : 3                                | HC ZPS Barum Zlín |  |
|  | HC Košice | (0:0, 1:3, 2:0 ), doplňk.nájezdy 2:3 | HC ZPS Barum Zlín |  |

| Souhrn zápasu | Souhrn zápasu     | Souhrn zápasu | Souhrn zápasu     | Souhrn zápasu |
| ------------- | ----------------- | ------------- | ----------------- | ------------- |
|               | Huževka Kmiť Gron |               | Vlach Čech Kohler |               |

|  | HC Dukla Trenčín | 1 : 2                             | HC Oceláři Třinec |  |
|  | HC Dukla Trenčín | (1:1,0:1,0:0), doplňk.nájezdy 1:0 | HC Oceláři Třinec |  |

| Souhrn zápasu | Souhrn zápasu | Souhrn zápasu | Souhrn zápasu | Souhrn zápasu |
| ------------- | ------------- | ------------- | ------------- | ------------- |
|               | Filo          |               | Steber Kanko  |               |

|  | HC Košice | 3 : 2                             | HC Oceláři Třinec |  |
|  | HC Košice | (2:1,0:1,1:0), doplňk.nájezdy 3:3 | HC Oceláři Třinec |  |

| Souhrn zápasu | Souhrn zápasu | Souhrn zápasu | Souhrn zápasu | Souhrn zápasu |
| ------------- | ------------- | ------------- | ------------- | ------------- |
|               | Huna 2x Faith |               | Kohn Ružička  |               |

|  | HK 36 Skalica | 4 : 0                             | HC ZPS Barum Zlín |  |
|  | HK 36 Skalica | (2:0,2:0,0:0), doplňk.nájezdy 0:0 | HC ZPS Barum Zlín |  |

| Souhrn zápasu | Souhrn zápasu                     | Souhrn zápasu | Souhrn zápasu | Souhrn zápasu |
| ------------- | --------------------------------- | ------------- | ------------- | ------------- |
|               | Kostourek Kutálek Jarolín Zálešák |               |               |               |

|  | HC Dukla Trenčín | 3 : 0                             | HKm Zvolen |  |
|  | HC Dukla Trenčín | (1:0,1:0,1:0), doplňk.nájezdy 1:0 | HKm Zvolen |  |

| Souhrn zápasu | Souhrn zápasu       | Souhrn zápasu | Souhrn zápasu | Souhrn zápasu |
| ------------- | ------------------- | ------------- | ------------- | ------------- |
|               | Dubec Filo Paroulek |               |               |               |

|  | HK 36 Skalica | 3 : 6                             | HC Oceláři Třinec |  |
|  | HK 36 Skalica | (1:2,1:2,1:2), doplňk.nájezdy 1:2 | HC Oceláři Třinec |  |

| Souhrn zápasu | Souhrn zápasu             | Souhrn zápasu | Souhrn zápasu                     | Souhrn zápasu |
| ------------- | ------------------------- | ------------- | --------------------------------- | ------------- |
|               | Višňovský Šátek Kostourek |               | Kanko 2x Tomas 2x Steber Ostřížek |               |

|  | HC Košice | 4 : 3                             | HKm Zvolen |  |
|  | HC Košice | (1:0,0:2,3:1), doplňk.nájezdy 2:0 | HKm Zvolen |  |

| Souhrn zápasu | Souhrn zápasu        | Souhrn zápasu | Souhrn zápasu         | Souhrn zápasu |
| ------------- | -------------------- | ------------- | --------------------- | ------------- |
|               | Faith 2x Huna Jenčík |               | Gálik Marcinek Rimmel |               |

|  | HC Dukla Trenčín | 6 : 5                             | HC ZPS Barum Zlín |  |
|  | HC Dukla Trenčín | (2:3,1:1,3:1), doplňk.nájezdy 0:1 | HC ZPS Barum Zlín |  |

| Souhrn zápasu | Souhrn zápasu                                        | Souhrn zápasu | Souhrn zápasu               | Souhrn zápasu |
| ------------- | ---------------------------------------------------- | ------------- | --------------------------- | ------------- |
|               | Filo 2x Radulay 2x Paroulek Tybor (trestné střílení) |               | Balán 2x Vlach Kohler Sivák |               |